# Coos Bay
Coos Bay är en omkring 16 kilometer lång och 3 kilometer bred havsvik vid USA:s kust mot Stilla havet, där Coos River möter havet i Coos County, Oregon.
Staden Coos Bay, Oregon ligger på vikens södra sida. Andra större orter vid viken är North Bend och Charleston. Coos Bays hamn är den största i delstaten Oregon och den största mellan Columbiafloden och San Francisco.